# Campionati italiani di duathlon sprint del 2017
I Campionati italiani di duathlon sprint del 2017 (X edizione) sono stati organizzati dalla Federazione Italiana Triathlon e si sono tenuti a Riccione in Emilia-Romagna, in data 18 marzo 2017.
Tra gli uomini ha vinto Massimo De Ponti ( Carabinieri), mentre la gara femminile è andata a Sara Dossena (Raschiani Tri Pavese).

## Risultati

### Élite uomini
| Pos. | Atleta                      | Società sportiva       | Corsa    | Bici     | Corsa    | Totale   |
| ---- | --------------------------- | ---------------------- | -------- | -------- | -------- | -------- |
|      | Massimo De Ponti            | Carabinieri            | 00:14:50 | 00:30:53 | 00:08:45 | 00:56:13 |
|      | Daniel Hofer                | Carabinieri            | 00:14:50 | 00:30:52 | 00:08:55 | 00:56:19 |
|      | Dario Chitti                | Venus Triathlon        | 00:14:50 | 00:31:37 | 00:08:34 | 00:56:39 |
| 4    | Andrea Giacomo Secchiero    | Fiamme Oro             | 00:14:47 | 00:31:10 | 00:09:02 | 00:56:45 |
| 5    | Massimo Cigana              | Eroi del Piave         | 00:15:32 | 00:30:06 | 00:09:19 | 00:56:49 |
| 6    | Nicola Azzano               | The Hurricane          | 00:15:09 | 00:31:18 | 00:08:53 | 00:57:01 |
| 7    | Lorenzo Di Cosmo            | CUS Torino Triathlon   | 00:14:53 | 00:31:37 | 00:09:00 | 00:57:12 |
| 8    | Alessio Fioravanti          | Minerva Roma           | 00:14:52 | 00:31:35 | 00:08:58 | 00:57:15 |
| 9    | Mattia Camporesi            | T.D. Rimini            | 00:14:53 | 00:31:39 | 00:09:03 | 00:57:15 |
| 10   | Marcello Ugazio             | Azzurra Triathlon Team | 00:15:20 | 00:30:40 | 00:09:42 | 00:57:30 |
| 11   | Matthias Steinwandter       | Carabinieri            | 00:14:50 | 00:31:39 | 00:09:20 | 00:57:36 |
| 12   | Riccardo Mosso              | 707 Triathlon Team     | 00:14:51 | 00:31:35 | 00:09:26 | 00:57:39 |
| 13   | Federico Spinazzè           | Silca Ultralite        | 00:15:18 | 00:31:09 | 00:09:22 | 00:57:40 |
| 14   | Diego Luca Boraschi         | Torrino-B4S            | 00:15:05 | 00:32:06 | 00:08:48 | 00:57:50 |
| 15   | Thomas Bertrandi            | Torino Triathlon       | 00:15:30 | 00:31:47 | 00:09:01 | 00:58:04 |
| 16   | Alberto Chiodo              | T.D. Rimini            | 00:15:38 | 00:31:38 | 00:09:08 | 00:58:06 |
| 17   | Stefano Rigoni              | Padova Nuoto Triathlon | 00:15:31 | 00:31:43 | 00:09:04 | 00:58:07 |
| 18   | Matteo Morelli              | CUS Parma              | 00:15:36 | 00:31:41 | 00:09:06 | 00:58:08 |
| 19   | Federico Gregorio Incardona | No Limits Friends      | 00:15:32 | 00:31:40 | 00:09:07 | 00:58:10 |
| 20   | Michele Sarzilla            | Raschiani Tri Pavese   | 00:15:20 | 00:31:55 | 00:09:10 | 00:58:13 |

### Élite donne
| Pos. | Atleta                   | Società sportiva           | Corsa    | Bici     | Corsa    | Totale   |
| ---- | ------------------------ | -------------------------- | -------- | -------- | -------- | -------- |
|      | Sara Dossena             | Raschiani Tri Pavese       | 00:16:22 | 00:34:19 | 00:09:18 | 01:01:49 |
|      | Giorgia Priarone         | T.D. Rimini                | 00:16:23 | 00:34:16 | 00:09:56 | 01:02:28 |
|      | Annamaria Mazzetti       | Fiamme Oro                 | 00:16:51 | 00:34:44 | 00:09:45 | 01:03:25 |
| 4    | Beatrice Mallozzi        | Minerva Roma               | 00:17:00 | 00:34:47 | 00:09:51 | 01:03:28 |
| 5    | Verena Steinhauser       | The Hurricane              | 00:17:00 | 00:34:47 | 00:10:04 | 01:03:40 |
| 6    | Sara Papais              | T.D. Rimini                | 00:17:00 | 00:34:50 | 00:10:09 | 01:03:48 |
| 7    | Alice Capone             | Raschiani Tri Pavese       | 00:17:01 | 00:34:49 | 00:10:28 | 01:04:10 |
| 8    | Lisa Schanung            | DDS                        | 00:17:01 | 00:34:45 | 00:11:00 | 01:04:40 |
| 9    | Federica Parodi          | T.D. Rimini                | 00:17:33 | 00:35:29 | 00:10:19 | 01:05:14 |
| 10   | Costanza Arpinelli       | Minerva Roma               | 00:17:33 | 00:35:30 | 00:10:20 | 01:05:18 |
| 11   | Sharon Spimi             | Pol. Riccione              | 00:17:59 | 00:35:02 | 00:10:26 | 01:05:30 |
| 12   | Chiara Ingletto          | Firenze Triathlon          | 00:17:41 | 00:35:23 | 00:10:33 | 01:05:34 |
| 13   | Elisa Marcon             | 707 Triathlon Team         | 00:17:56 | 00:35:07 | 00:10:37 | 01:05:36 |
| 14   | Tania Molinari           | Piacenza Sport             | 00:17:43 | 00:35:22 | 00:10:44 | 01:05:44 |
| 15   | Luisa Iogna-Prat         | DDS                        | 00:17:58 | 00:35:05 | 00:10:47 | 01:05:49 |
| 16   | Chiara Lobba             | Tri. Rari Nantes Marostica | 00:18:08 | 00:34:57 | 00:10:54 | 01:05:58 |
| 17   | Francesca Invernizzi     | DDS                        | 00:18:00 | 00:35:03 | 00:11:03 | 01:06:04 |
| 18   | Carlotta Maria Missaglia | PPRTeam                    | 00:17:42 | 00:35:20 | 00:11:03 | 01:06:06 |
| 19   | Giada Romano             | Fiamme Oro                 | 00:17:41 | 00:35:22 | 00:11:03 | 01:06:08 |
| 20   | Francesca Ferlazzo       | 707 Triathlon Team         | 00:18:25 | 00:35:43 | 00:10:58 | 01:07:06 |